# Краснохвостый луциан
Краснохвостый луциан, или крапчатый луциан, или  проходной снэппер, или бихайба (лат. Lutjanus synagris), — вид лучепёрых рыб из семейства луциановых, обитающий в западной части Атлантического океана от Северной Каролины до севера Бразилии. Максимальная длина тела 60 см. Ценная промысловая рыба.

## Ареал и места обитания
Распространены в субтропических и тропических водах западной части Атлантического океана от Северной Каролины до севера Бразилии, включая Мексиканский залив и Карибское море. Наиболее многочисленны у Антильских островов, в заливе Кампече, в прибрежных водах Панамы и у северного побережья Южной Америки.
Придонные рыбы, взрослые особи встречаются на глубине от 10 до 400 м (обычно 20—70 м) над грунтами всех форм, но предпочитают области у коралловых и скалистых рифов или заросшие  песчаные поверхности. Обитают как в мутной, так и в прозрачной воде. Часто образуют большие скопления, особенно в сезон нереста. Молодь краснохвостых луцианов обитает на глубине до 10 м в зарослях водорослей или между камнями, иногда заходит в солоноватые эстуарии и опреснённые устья рек.

## Описание

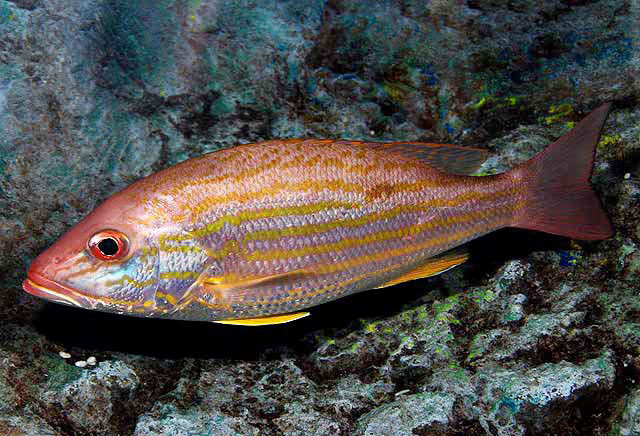
Краснохвостый луциан в аквариуме

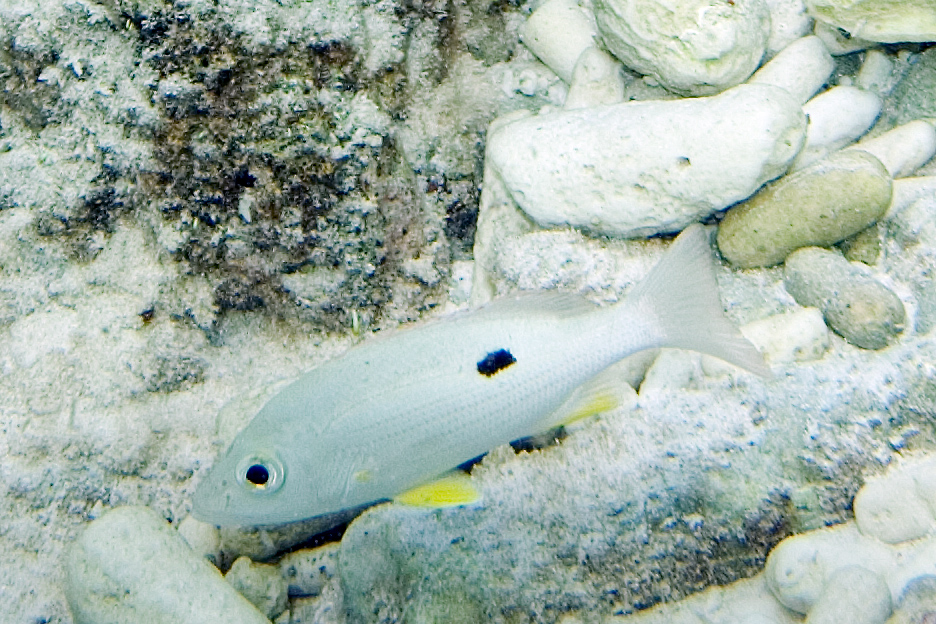
Молодь краснохвостого луциана

Тело вытянутое, умеренно высокое, несколько сжатое с боков, покрыто мелкой ктеноидной чешуёй. Голова крупная, с заострённым рылом, профиль головы от рыла до затылка прямой. Рот большой и конечный. Нижняя челюсть несколько выступает вперёд. На каждой челюсти узкий ряд щетиновидных зубов. На верхней челюсти есть четыре клыковидных зуба, два из которых увеличенные. На сошнике зубы расположены в виде якореобразного пятна. В спинном плавнике десять колючих и 12—13 мягких лучей, четвёртый колючий луч самый длинный. В анальном плавнике три жёстких и 8—9 мягких лучей. Край анального плавника закруглён. По этому признаку краснохвостый луциан отличается от луциана-парго (L. analis), у которого край анального плавника заострённый. Грудные плавники с 15—16 мягкими лучами, относительно короткие, их окончания не достигают анального отверстия. Хвостовой плавник слабовыемчатый. В боковой линии 47—50 чешуй. На нижней части первой жаберной дуги 13—14 жаберных тычинок .
Спина с зеленоватым оттенком, верхняя часть тела розового или красного цвета, нижняя сторона тела и брюхо серебристые с желтоватым оттенком. На голове расположены 3—4 полосы, направленные от окончания рыла к глазам. По бокам тела проходят 8—10 горизонтальных полос от жёлтого до розового цвета. Над боковой линией проходят диагональные линии желтоватого цвета. Между мягкой частью спинного плавника и боковой линией располагается расплывчатое тёмное пятно, размером равное диаметру глаза. Все плавники от жёлтого до красного цвета. До перехода к придонному образу жизни молодь слабо окрашена, спинной плавник с красноватым оттенком, а брюшные плавники с желтоватым оттенком .
Достигают длины 60 см (обычно до 25 см) и массы 3,5 кг. Предельный возраст 10 лет.

## Биология
Как и большинство представителей семейства луциановых проходной снэппер нерестится вдали от берега в больших группах. Самки и самцы впервые созревают в возрасте 2—3 года при длине тела 10—23 см.
У берегов Кубы и Флориды краснохвостые луцианы нерестятся с марта до сентября с пиком в июне — августе. У берегов Пуэрто-Рико пик нереста приходится на май. Нерест порционный, вымётывается 2—3 порции икры. Абсолютная плодовитость варьируется от 347 тыс. икринок до 995 тыс. икринок у самок длиной 22,5—33,5 см. Самые мелкие самки вымётывают от 14 до 127 тыс.икринок, а самые крупные десятилетние самки — до 1,47 млн икринок.
Икра пелагическая, диаметром 0,7—0,8 мм. Личинки вылупляются через 23 часа при температуре 26°. Вылупившиеся личинки имеют длину около 10 мм, ведут пелагический образ жизни.
Питаются в ночные часы мелкими рыбами, крабами, креветками, червями, гастроподами, цефалоподами. По мере роста в составе рациона возрастает доля рыб.

## Взаимодействие с человеком
Краснохвостый луциан имеет важное промысловое значение. Мировые уловы в 1990-х и в начале 2000-х годов составляли от 2,7 до 4,5 тыс. тонн. Основные районы добычи: прибрежные воды Кубы, банка Кампече, Карибское море, северное прибрежье Колумбии. Промысел ведут неводами, тралами и на крючковую снасть. Реализуется в свежем, охлаждённом и мороженом виде. При употреблении в пищу краснохвостого луциана отмечались случаи заболевания сигуатерой. Популярный объект спортивной рыбалки.